# Bahnstrecke Canton–Livermore Falls
| Streckenlänge: | 17,7 km              |                                      |                                      |
| Spurweite: | 1435 mm (Normalspur) |                                      |                                      |
| Zweigleisigkeit: | %                    |                                      |                                      |
| |                      |                                      |                                      |
| Gesellschaft: | PAR                  |                                      |                                      |
| \| \| \| von Rumford Junction \| \| \| \| 0,0 \| Canton ME \| Canton ME \| \| \| \| nach Kennebago \| \| \| \| \| \| \| \| \| \| „The Wye“ \| \| \| \| ca. 2 \| Waites ME \| Waites ME \| \| \| 5,5 \| Meadowview ME \| Meadowview ME \| \| \| 8,5 \| Sawyers ME \| Sawyers ME \| \| \| 10,1 \| Rileys ME \| Rileys ME \| \| \| 13,5 \| Jay Bridge ME \| Jay Bridge ME \| \| \| \| Androscoggin River \| \| \| \| 16,9 \| Chisholm ME (früher Chisholms Mills) \| Chisholm ME (früher Chisholms Mills) \| \| \| \| von Farmington \| \| \| \| 17,7 \| Livermore Falls ME \| Livermore Falls ME \| \| \| \| nach Brunswick \| \| |                      |                                      |                                      |
| Strecke (außer Betrieb) |                      | von Rumford Junction                 | von Rumford Junction                 |
| Bahnhof (Strecke außer Betrieb) | 0,0                  | Canton ME                            | Canton ME                            |
| Strecke (außer Betrieb) · Strecke von links |                      | nach Kennebago                       | nach Kennebago                       |
| Abzweig geradeaus und nach links (Strecke außer Betrieb) · Abzweig geradeaus und ehemals nach rechts |                      |                                      |                                      |
| Verschwenkung nach links (Strecke außer Betrieb) · Verschwenkung nach rechts |                      | „The Wye“                            | „The Wye“                            |
| ehemaliger Haltepunkt / Haltestelle | ca. 2                | Waites ME                            | Waites ME                            |
| ehemaliger Bahnhof | 5,5                  | Meadowview ME                        | Meadowview ME                        |
| ehemaliger Haltepunkt / Haltestelle | 8,5                  | Sawyers ME                           | Sawyers ME                           |
| Dienststation / Betriebs- oder Güterbahnhof | 10,1                 | Rileys ME                            | Rileys ME                            |
| ehemaliger Haltepunkt / Haltestelle | 13,5                 | Jay Bridge ME                        | Jay Bridge ME                        |
| Brücke über Wasserlauf |                      | Androscoggin River                   | Androscoggin River                   |
| Dienststation / Betriebs- oder Güterbahnhof | 16,9                 | Chisholm ME (früher Chisholms Mills) | Chisholm ME (früher Chisholms Mills) |
| Abzweig geradeaus und ehemals von links |                      | von Farmington                       | von Farmington                       |
| Dienststation / Betriebs- oder Güterbahnhof | 17,7                 | Livermore Falls ME                   | Livermore Falls ME                   |
| Strecke |                      | nach Brunswick                       | nach Brunswick                       |

Die Bahnstrecke Canton–Livermore Falls ist eine Eisenbahnstrecke in Maine (Vereinigte Staaten). Sie ist 17,7 Kilometer lang. Die normalspurige Strecke wird heute durch die Pan Am Railways im Güterverkehr betrieben. Allerdings ist nur noch die Verbindungskurve in Richtung Rumford in Betrieb, der frühere Zweigbahnhof Canton ist stillgelegt.

## Geschichte
Mitte des 19. Jahrhunderts waren zwei parallel laufende Nord-Süd-Strecken im Westen Maines entstanden: die Bahnstrecke Rumford Junction–Kennebago der Portland and Rumford Falls Railway und etwa zehn Kilometer weiter östlich die Bahnstrecke Brunswick–Farmington der Androscoggin Railroad. Um die Strecken zu verbinden, baute die Portland&Rumford Falls Ende des 19. Jahrhunderts einen Abzweig von ihrer Strecke in Canton entlang des südlichen Ufers des Androscoggin River bis Livermore Falls. Der Fluss ist in diesem Bereich sehr gewunden, sodass die gesamte Strecke 17,7 Kilometer lang wurde. Kurz vor Chisholm überquert die Bahn den Fluss im spitzen Winkel.
Am 1. September 1897 ging zunächst der Abschnitt von Canton bis Chisholms Mills (heute Chisholm) in Betrieb. Der Endbahnhof lag direkt neben der Bahnstrecke der früheren Androscoggin Railroad, die inzwischen von der Maine Central Railroad übernommen worden war. Eine Gleisverbindung wurde zunächst nicht gebaut. Bei Canton wurde ein großzügiges Gleisdreieck gebaut, das direkte Fahrten von Chisholm in Richtung Rumford erlaubte. 1899 wurde die kurze Verlängerung bis zum Bahnhof Livermore Falls eröffnet, die das Umsteigen und die Übergabe von Güterwagen erleichterte.
Nach Eröffnung der Strecke fuhren die Personenzüge nur zwischen Livermore Falls und Canton. Nachdem die Maine Central Railroad 1907 die Portland&Rumford Falls gepachtet und deren Betriebsführung übernommen hatte, wurden durchlaufende Züge von Portland über Livermore Falls nach Rumford und weiter in Richtung Kennebago eingesetzt. Diese Züge befuhren jedoch nicht die Verbindungskurve, sondern verkehrten zunächst nach Canton, wo die Lok umgesetzt wurde.
1952 wurde Canton zum Kopfbahnhof, nachdem die Strecke, die sich dort in Richtung Süden anschloss, stillgelegt wurde. Der Personenverkehr zwischen Canton und Livermore Falls endete 1955. Gleichzeitig wurde das Gleisdreieck stillgelegt, nur die Verbindungskurve nach Rumford blieb erhalten. Heute verkehrt einmal täglich ein Güterzug von South Portland über Livermore Falls nach Rumford und zurück, der verschiedene Industrieanlagen entlang dieser Strecke beliefert und deren Produktionsgüter abtransportiert.